# إسبيرانزا أغيري
إسبيرانزا أغيري (من مواليد 3 يناير 1952) سياسية إسبانية. كعضو في حزب الشعب، شغلت منصب رئيس مجلس الشيوخ بين عامي 1999 و2002 (أصبحت أول سياسية تشغل هذا المنصب)، وكرئيسة لمجتمع مدريد بين عامي 2003 و2012 ووزيرة للتعليم والثقافة (1996-1999). كما ترأست حزب الشعب لمجتمع مدريد بين عامي 2004 و2016.

## المواقف والأيديولوجيا
تعرف إسبيرانزا أغيري نفسها بأنها «ليبرالية». وقد اشتهرت باهتمامها بالأنجلوفيليا، وقد استشهدت بإعجابها بشخصية مارغريت تاتشر. وفقًا لخورخي ديل بالاسيو كانت أغيري تهدف إلى تطوير نسخة إسبانية من الاتحاد غير المستقر بين التيار المحافظ والليبرالية المستوحاة من فريدريش فون هايك. غالبًا ما يُنظر إليها على أنها شخصية قيادية في الجناح الأكثر محافظة في حزب الشعب، وبعد أن ورد أنها عقدت خلافات سياسية وعلاقات شخصية غير مستقرة مع زعيم حزب الشعب ماريانو راخوي، فقد طلبت شخصياً من الأخير إجراء تغيير في قيادة الحزب قبل الانتخابات العامة في يونيو 2016.